# 小泉今日子

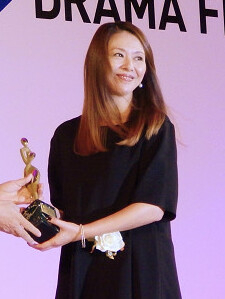

小泉今日子（日语：／ Koizumi Kyōko，1966年2月4日—），日本著名女歌手與演員，神奈川縣厚木市人。個人經紀公司明後日代表董事。是日本80年代最受歡迎的偶像歌手之一。從1983年至1994年，連續12年所發表的單曲作品都進入Oricon公信榜前十位，創下了當時最長時間的紀錄。與松田聖子及中森明菜被日本媒體冠為80年代最成功的三大超人氣女偶像。

## 人物
簡歷
- 1981年15歲的小泉今日子參加了大型新人選拔節目「明星誕生!」獲得冠軍後踏入歌壇。 1982年3月21日推出首張單曲《我的16歲（日语：私の16才）》正式出道。1982年是日本偶像热潮的高峰期，該年出現了大批素質参差不齊的偶像，而小泉與多位出道時較為受注目的歌手如松本伊代（日语：松本伊代）、石川秀美、三田寬子（日语：三田寛子）、中森明菜、堀智榮美、早見優、新井薫子（日语：新井薫子）等被称為「花之82年組」。剛開始時小泉的表現不過不失，並沒有引起太大的注意。令她一舉成名的則是1983年春季改型像大膽將長髮剪至超短後發表的第4張單曲《春風的誘惑（日语：春風の誘惑）》。該曲打入公信榜第十位，令小泉的歌唱事業一飛沖天。而讓小泉一躍成為一線偶像的則是1984年3月21日慶祝出道兩年的冠軍單曲《沙灘上的摩登人魚》。之後又推出多首暢銷曲《因為是偶像》、《寒風中的擁抱》、《和你相遇真好》等，其中1991年推出的《和你相遇真好》的銷量更超過一百五十萬，使她成為首位創造百萬單曲的1980年代女性偶像歌手。兩年後1993年發表的《溫柔的雨（日语：優しい雨）》銷量再度突破百萬。1984年至1988年連續5年受邀參加長壽跨年節目《紅白歌合戰》。從1983年至1994年，連續12年所發表的33張單曲作品都進入Oricon公信榜前十位，創下了當時最長時間的紀錄[2]。

- 1990年代初兩張百萬單曲之後，有感自己的歌唱事業已到了瓶頸，小泉開始將工作重心逐漸轉移到電影和電視劇中，演出過許多作品。經過多年的努力也終於被肯定為優秀的演員。電視劇的代表作有《戀愛總動員》、《爸爸與小夏（日语：パパとなっちゃん）》等；電影有《大搜查線》、《陰陽師》等，2006年以電影《空中庭園》奪下日本藍絲帶獎最佳女主角。2013年靠著電視劇《小海女》拿下最佳女配角獎，睽違14年發表單曲專輯《潮聲的回憶》奪下公信榜的亞軍並於年底事隔25年後重回《NHK紅白歌合戰》演唱。節目後自承在紅白那時很緊張[3]。

- 1995年和男演員永瀨正敏結婚，後於2004年離婚。2005年1月讀賣新聞讀書委員就任、週日讀書面書評執筆。

- 此外，她的國民好感度甚高，接拍的電視廣告和代言的產品都是數量驚人，而且很受歡迎，有「廣告女王」的稱號[4]。

作風
- 由於小時候父親公司倒閉、夜遁經驗使然，即使從事偶像工作後嚴謹金錢觀念不會讓她產生金錢上的困擾。
- 從出道至2018年1月都待在同一家經紀公司。不過，在出道第二年時，對所属公司方針厭煩、突然擅自剪短頭髮，自稱「小泉」、暱稱「KYONKYON」，為偶像之中以姓氏稱呼的先驅。
- 當時其他偶像為保有光環行事保守，對出身背景多所保留；但小泉卻以本名活動、大方公佈並不介意，衣裝風格也以特別著稱。全盛時期拍攝寫真集甚至還出現女拓的作法。
- 與YOU（日语：YOU (タレント)）、飯島直子和米倉涼子等人是酒友，愛抽菸也善於烹飪。
- 不吝提攜、指導後輩。演出《小海女》時，在專欄撰文對女主角能年玲奈有所期許；有村架純成功詮釋小泉年輕時的模樣，亦予以致謝鼓舞[5]。

演藝之外
- 小泉從2005年起擔任《讀賣新聞》的讀書委員，不定期地發表書評，被譽為第一個「偶像書評家」。其書評的影響力，和她本人的知名度高度相關，然而其書評實有動人之處，多半是直筆寫下自己閱讀後心中的反響，其人生觀和人格特質躍然紙上。再者，她能直言中的，將自己的感想一語總結，喚起的共感，就是讓人想閱讀此書的契機[6]。

軼事
- 2020年9月，小泉今日子被日本傳媒報導指加入日本共產黨，她隨即否認並直言對虛假報道感到生氣及困擾[7]。

## 音樂作品

### 單曲
| #    | 發售時間       | 標題                               | c/w曲                                  | 最高排行 （登場週数） | 商品編號                   |
| ---- | -------------- | ---------------------------------- | -------------------------------------- | --------------------- | -------------------------- |
| 1st  | 1982年3月21日  | 我的16歲（私の16才）                       |                                        | 22位 （27週）         | SV-7200                    |
| 2nd  | 1982年7月5日   | 好可愛的男孩（）                   |                                        | 19位 （14週）         | SV-7225                    |
| 3rd  | 1982年9月21日  | 一個人街角（ひとり街角）                     |                                        | 13位 （17週）         | SV-7251                    |
| 4th  | 1983年2月5日   | 春風的誘惑（春風の誘惑）                     |                                        | 10位 （12週）         | SV-7275                    |
| 5th  | 1983年5月5日   | 深紅女子（まっ赤な女の子）                       |                                        | 8位 （16週）          | SV-7301                    |
| 6th  | 1983年7月21日  | 半分少女                           |                                        | 4位 （14週）          | SV-7317                    |
| 7th  | 1983年11月1日  | 艷淚的姑娘（）                     |                                        | 3位 （17週）          | SV-7346                    |
| 8th  | 1984年1月1日   | 大家一起Climax（クライマックス御一緒に）                 |                                        | 4位 （12週）          | SV-7362                    |
| 9th  | 1984年3月21日  | 沙灘上的摩登人魚/風之魔法（渚のはいから人魚／風のマジカル）      | -                                      | 1位 （13週）          | SV-7377                    |
| 10th | 1984年6月21日  | 迷宫的安德罗拉/DUNK（迷宮のアンドローラ／DUNK）            | -                                      | 1位 （15週）          | SV-7397                    |
| 11th | 1984年9月21日  | 大和撫子七變化（ヤマトナデシコ七変化）                 |                                        | 1位 （13週）          | SV-7421                    |
| 12th | 1984年11月7日  | 大和撫子七變化（Long Version）（ヤマトナデシコ七変化（Long Version）） |                                        | 5位 （9週）           | SJX-7001 (12英寸盤)        |
| 13th | 1984年12月21日 | The Stardust Memory                |                                        | 1位 （13週）          | SV-7460                    |
| 14th | 1985年4月10日  | 常夏娘                             | 哀愁小町                               | 1位 （11週）          | SV-9013                    |
| 15th | 1985年6月8日   | Heart Breaker（ハートブレイカー）                  |                                        | 6位 （6週）           | SJX-7003                   |
| 16th | 1985年7月25日  | 魔女                               |                                        | 1位 （10週）          | SV-9040                    |
| 17th | 1985年11月21日 | 因為是偶像（なんてったってアイドル）                     |                                        | 1位 （15週）          | SV-9073                    |
| 18th | 1986年4月30日  | 100%男女交際（100%男女交際）                   |                                        | 2位 （9週）           | SV-9130                    |
| 19th | 1986年7月10日  | 黎明的MEW（夜明けのMEW）                      | Non Non Non                            | 2位 （14週）          | SV-9147                    |
| 20th | 1986年11月19日 | 寒風中的擁抱（木枯しに抱かれて）                   | Blueage Dream                          | 3位 （17週）          | SV-9184                    |
| 21st | 1987年2月25日  | 水的口紅（水のルージュ）                       | Kiss                                   | 1位 （10週）          | SV-9218                    |
| 22nd | 1987年5月1日   | 水的口紅（DANCING MIX）（水のルージュ（DANCING MIX））        |                                        | 4位 （4週）           | SJX-901 (12英寸盤)         |
| 23rd | 1987年7月1日   | Smile Again                        |                                        | 2位 （12週）          | SV-9251                    |
| 24th | 1987年10月21日 | 不要停止接吻（キスを止めないで）                   |                                        | 1位 （13週）          | SV-9286                    |
| 25th | 1988年3月9日   | GOOD MORNING-CALL                  |                                        | 2位 （12週）          | SV-9322 VDRS-1012 (8cmCD)  |
| 26th | 1988年10月26日 | 快盜Ruby（快盗ルビイ）                       | [ 注 5 ]                               | 2位 （12週）          | SV-9384 VDRS-1097 (8cmCD)  |
| 27th | 1989年5月10日  | Fade Out                           |                                        | 2位 （9週）           | SV-9422 VDRS-1138 (8cmCD)  |
| 28th | 1989年11月1日  | 學園天國（学園天国）                       |                                        | 3位 （21週）          | SV-9447 VDRS-10008 (8cmCD) |
| 29th | 1990年3月1日   | 放過我吧!（見逃してくれよ!）                      |                                        | 1位 （13週）          | VIDL-10011                 |
| 30th | 1990年6月21日  | La La La…                          | La La La…（Dub Mix） （Short Version） | 10位 （7週）          | VIDL-10033                 |
| 31st | 1990年9月21日  | 越過山丘（丘を越えて）                       | No No No                               | 10位 （9週）          | VIDL-10063                 |
| 32nd | 1991年5月21日  | 和你相遇真好（あなたに会えてよかった）                   |                                        | 1位 （32週）          | VIDL-10123                 |
| 33rd | 1992年6月3日   | 面對自己/1992年、夏（自分を見つめて／1992年、夏）            | -                                      | 4位 （13週）          | VIDL-10248                 |
| 34th | 1993年2月3日   | 溫柔的雨（優しい雨）                       |                                        | 2位 （15週）          | VIDL-10317                 |
| 35th | 1994年2月2日   | My Sweet Home                      |                                        | 4位 （14週）          | VIDL-10493                 |
| 36th | 1994年11月14日 | 每月水滴（月ひとしずく）                       |                                        | 7位 （11週）          | VIDL-10584                 |
| 37th | 1995年11月1日  | BEAUTIFUL GIRLS                    |                                        | 14位 （11週）         | VIDL-10723                 |
| 38th | 1996年10月23日 | 男人的孩子 女人的孩子（オトコのコ オンナのコ）          |                                        | 19位 （4週）          | VIDL-10810                 |
| 39th | 1998年10月7日  | Nobody can, but you                | A beginning day KYO→DEMO TRACKS        | 78位 （1週）          | VICL-35037                 |
| 40th | 1999年8月4日   | for my life                        | Inner flower（the girl from far east） | 33位 （2週）          | VIDL-30449                 |
| 41st | 2013年7月31日  | 潮聲的回憶（潮騒のメモリー）                     | -                                      | 2位 （25週）          | VICL-36830                 |
| 42nd | 2014年6月4日   | T字路                              | -                                      | 14位 （7週）          | VICL-36935                 |

#### 配信單曲
| #   | 發售時間       | 標題                            |
| --- | -------------- | ------------------------------- |
| 1st | 2005年8月27日  | [ 注 9 ]                        |
| 2nd | 2008年11月12日 | Innocent Love                   |
| 3rd | 2009年1月21日  |                                 |
| 4th | 2011年2月9日   |                                 |
| 5th | 2011年2月9日   | Innocent Love (FPM 4/4 DUB MIX) |
| 6th | 2011年2月9日   |                                 |
| 7th | 2011年2月9日   |                                 |
| 8th | 2012年9月5日   | 100%                            |

### 專輯

#### 原創專輯
1. （1982年8月21日）
2. （1982年12月16日）
3. Breezing（1983年7月5日）
4. WHISPER（1983年12月16日）
5. Betty（1984年7月21日）
6. Today's Girl（1985年2月21日）
7. Flapper（1985年7月5日）
8. （1986年2月21日）
9. Liar（1986年7月23日）
10. Hippies（1987年3月5日）
11. Phantasien（1987年7月21日）
12. BEAT POP（1988年4月5日）
13. ナツメロ（1988年12月17日）
14. KOIZUMI IN THE HOUSE（1989年5月21日）
15. No.17（1990年7月21日）
16. afropia（1991年7月26日）
17. Banbinater - Koizumix Production名義（1992年12月16日）※迷你專輯
18. TRAVEL ROCK（1993年11月21日）
19. （1996年11月21日）
20. KYO→（1998年10月7日）
21. Inner Beauty（1999年5月21日）※迷你專輯
22. KYO→2 〜Anniversary Song〜（2001年2月21日）※迷你專輯
23. 厚木I.C.（2003年4月23日）
24. Nice Middle（2008年11月26日）
25. Live Session (iTunes Exclusive) - EP（2009年12月16日）※配信限定
26. Koizumi Chansonnier（2012年10月24日）

#### 精選輯
1. SUPER BEST THANK YOU KYOKO（1983年11月21日）※只發行卡帶版
2. Absolute Best For CD（1984年7月5日）※只發行CD版
3. Celebration（1984年12月5日）
4. Melodies 〜Kyoko Koizumi Song Book（1985年8月21日）
5. Do You Love Me（1985年12月25日）
6. （1986年12月16日）
7. Ballad Classics（1987年12月1日）
8. CD FILE Vol.1（1987年12月16日）
9. CD FILE Vol.2（1987年12月16日）
10. CD FILE Vol.3（1987年12月16日）
11. Ballad Classics "Off Vocal" Special（1988年1月21日）
12. Best of Kyong King（1988年12月17日）
13. CD FILE VOL.4（1989年3月21日）
14. Ballad Classics II（1989年12月16日）
15. K2 Best Seller（1992年3月21日）
16. anytime（1994年12月1日）
17. 89-99 collection - Koizumix Production名義（1999年12月19日）
18. 89-99 VINYL COLLECTION - Koizumix Production名義（1999年）※Analog record
19. KYON3 〜KOIZUMI THE GREAT 51（2002年12月18日）
20. K25 〜KYOKO KOIZUMI ALL TIME BEST〜（2007年3月21日）
21. 〜KOIZUMI KYOKO ALL TIME BEST 19→38〜（2008年2月13日）※配信限定
22. （2011年2月16日）
23. （2012年3月21日）
24. Kyon30 extra（2012年3月21日）※配信限定
25. コイズミクロニクル〜コンプリートシングルベスト 1982-2017〜（2017年5月17日）
26. KKPP～TOUR 2022 Live at 中野サンプラザホール～ [2SHM-CD]（2022年9月21日）
27. Ballad Classics Ⅲ（2024年9月25日)
28. KKCP 90ʼs～TOUR 2023 Live at Spotify O-EAST～ [2SHM-CD 仕様、2枚組]（2024年10月23日）

#### 其它
1. SEPARATION KYOKO（1983年9月5日）※只發行卡帶版，其後配信
2. Kyon Kyon（1984年）※只發行卡帶版，其後配信
3. （1988年7月6日）※包含三首歌的迷你專輯
4. Fade Out Super Remix Tracks（1989年7月28日）
5. Super Remix Tracks II（1990年9月5日）
6. KYON2（1993年9月22日）※吉本芭娜娜的小說朗讀
7. MASTER MIX PARTY - Koizumix Production名義（1993年10月21日）
8. Missドーナツ | ウルトラ・アルティメット・マスターピース・エクセレント・エクスクルーシブ・ベストクオリティ・シュープリーム・パーフェクト・ネバーエンディング・オーサム・ラグジュアリー7inch BOX(EP)（2023年9月20日）(VICTOR ONLINE STORE限定販売商品，限量500套)

### 影像作品
1. Timeless World（1984年9月5日）
2. （1985年12月25日）
3. （1986年12月24日）
4. Phantasien（1987年8月1日）
5. BEAT TICK CAMP TOUR '88 Vol.1, Vol.2（1988年9月21日）
6. Fade Out 〜KYONGKING HONGKONG（1989年7月5日）
7. National Koizumic Video（1990年8月21日）
8. （1991年2月21日）
9. 改訂版 Koizumic Video（1992年4月21日）
10. 小泉今日子宇宙人説（1992年12月23日）
11. VIDEO TRAVEL ROCK（1993年12月16日）
12. Movies（1996年12月18日）
13. KYON8 DVD（2003年2月21日）
14. K25 〜KOIZUMI KYOKO ALL TIME BEST CLIIPS〜 DVD（2008年2月20日）
15. 唄うコイズミさん  Blu-ray/DVD（2021年12月22日）
16. コイズミエキシビション～コンプリートビジュアルベスト1982-2022～ Blu-ray/DVD（KOIZUMI EXHIBITION)（2022年3月21日）
17. KKPP～TOUR 2022 Live at 中野サンプラザホール～Blu-ray/DVD（2022年9月21日）
18. KKCP 90ʼs～TOUR 2023 Live at Spotify O-EAST～Blu-ray/DVD（2024年10月23日）

### 歌詞提供
- 明石家秋刀魚
  - FALL IN LOVE（1988年）
- 市井由理（日语：市井由理）
  - （1996年）
  - （1996年）
- 國本武春（日语：国本武春）
  - （1993年）
- 小箱靜
- 觀月亞里莎
  - （2011年）
- Ram Jam World（日语：Ram Jam World）
  - （1998年）
- TANGOS
  - （1994年）

## 演出作品

### 電影（部分）
- 十樓的蚊（日语：十階のモスキート）（1983年） - RIE
- 生徒諸君!（日语：生徒諸君!）（1984年） - 主演·北城尚子/北城真理子(二役)
- 別對我的女人出手（1986年） - 主演·黒田ひとみ
- 子猫物語（1986年） - 詩的朗讀
- 快盜Ruby（1988年） - 主演·加藤留美
- 稻村Jane（日语：稲村ジェーン）（1990年） - 退院する患者
- 超少女REIKO（日语：超少女REIKO）（1991年） - 藤沢教諭（ふじさわ）
- 我們去醫院吧2（日语：病院へ行こう）（1992年） - 主演·安曇祐子
- 抓住彩虹的男人 南國奮鬥篇（1997年） - 祝節子
- 大搜查線 THE MOVIE（日语：踊る大捜査線 THE MOVIE）（1998年） - 日向真奈美
- 共犯者（1999年） - 主演·安田聰美
- 風花（日语：風花 (2001年の映画)）（2001年） - 主演·冨田ゆり子（レモン)
- 陰陽師（2001年） - 青音
- 藍色青春（青い春）（2002年） - さぼーる（おばちゃん）
- ROCKERS（日语：ROCKERS）（2003年） - 杉村パルコ
- 照明熊谷學校（2004年） - 旁白
- SURVIVE STYLE5+（日语：SURVIVE STYLE5+）（2004年） - 主演·洋子
- 空中庭園（2005年） - 主演·京橋繪里子
- 向雪許願（日语：雪に願うこと）（2006年） - 田中晴子
- 愛與淚相隨（涙そうそう）（2006年） - 新垣光江
- 愛戀物語（LOVE MY LIFE）（2006年） - いちこのママ
- 夢十夜「第一夜」（2007年） - 主演·ツグミ
- 惡女花魁（さくらん）（2007年） - 蘭花
- 東京鐵塔：母親和我，有時還有父親（2007年） - 房地產公司的事務員（友情出演）
- 彌次喜多道中 奇魚（日语：やじきた道中 てれすこ）（2007年） - お喜乃
- 轉轉（2007年） - 麻紀子
- 貓咪咕咕（2008年） - 主演·小島麻子
- 東京奏鳴曲（2008年） - 主演·佐佐木惠
- 劇場版姆明 木偶動畫～姆明谷的夏祭～（2009年） - 旁白
- Mother Water（日语：マザーウォーター）（2010年） - タカコ
- 荒唐男荒唐女（日语：サビ男サビ女）（2011年） - 主演·岡田真弓
- 每日媽媽真人電影版（2011年） - 主演·サイバラ リエコ
- 贖罪（日语：贖罪 (湊かなえ)）電影版（2013年） - 主演·足立麻子
- 艷之夜（日语：つやのよる）（Before the Vigil）（2013年1月26日上映） - 石田環希
- REAL ～完美的蛇頸龍之日～（2013年6月1日上映） - 真紀子
- 不愉快的過去（2016年6月25日上映） - 主演·未來子
- 散步的侵略者（散歩する侵略者）（2017年9月9日上映） - 醫生
- 食之女（日语：食べる女 (映画)）（2018年9月21日上映） - 主演·餅月敦子

### 電視劇（部分）
- 甜甜小公主電視劇版（1983年、富士電視台） - 甜甜小公主
- 少女身世之謎（日语：少女に何が起ったか）（1985年、TBS） - 野川雪
- 戀愛總動員（1989年、富士電視台） - 椎名吹雪
- 爸爸與小夏（日语：パパとなっちゃん）（1991年、TBS） - 志村夏実
- 愛的真諦（日语：愛するということ (テレビドラマ)）（1993年、TBS） - 月村智美
- 援助愛情（日语：僕が彼女に、借金をした理由。）（1994年、TBS） - 立花ゆき
- 戀愛夢想家（日语：まだ恋は始まらない）（1995年、富士電視台） - 神崎茜／お由紀
- Melody（日语：メロディ (テレビドラマ)）（1997年、TBS） - 原サチコ
- 戀愛結婚法則（日语：恋愛結婚の法則）（1999年、富士電視台） - 中嶋朝子
- 好久沒戀愛（日语：恋を何年休んでますか）（2001年、TBS） - 小西有子
  - 好久沒戀愛特別篇（2002年、TBS）
- 私家偵探濱麥克（日语：私立探偵 濱マイク）（2002年、日本電視台） - サキ
- 曼哈頓愛情故事（2003年、TBS） - 赤羽伸子
- 武藏MUSASHI（2003年、NHK） - 吉野太夫
- 西瓜（2003年、日本電視台） - 馬場万里子（友情出演）
- 川流入海（日语：川、いつか海へ 6つの愛の物語）（2003年、NHK） - 有田悦子
- 溫柔時光第9話（2005年、富士電視台） - 看護師
- 水手服與機關槍（2006年、TBS） - 三大寺真由美
- 二十歲戀人（2007年、TBS） - 澤田繪里
- 自戀刑事第7話（2010年、TBS） - 板倉里奈(假名)／福原直美(本名)
- 鳶（2012年、NHK） - たえ子
- 贖罪（日语：贖罪 (湊かなえ)）（2012年、WOWOW） - 足立麻子 [9]
- 倒數第二次戀愛（2012年、富士電視台） - 吉野千明
  - 倒數第二次戀愛 2012秋（2012年11月2日、富士電視台） - 吉野千明
  - 續・倒數第二次戀愛（2014年、富士電視台） - 吉野千明
  - 續‧續‧倒數第二次戀愛（2025年、富士電視台） - 吉野千明
- 小海女（2013年、NHK） - 天野春子
- 極惡鮮女（極悪がんぼ）第7話（2014年、富士電視台）- 吉野千明（特別演出）
- 未聞花名電視劇版（2015年、日本電視台） - 宿海塔子
- HiGH&LOW 熱血街頭 - 小竹老闆娘
  - HiGH&LOW 熱血街頭第1季（2015年、日本電視台）
  - HiGH&LOW 熱血街頭第2季（2015年、日本電視台）
- 富士家族（2016年、NHK）- 奈須美
  - 富士家族2017 (2017年、NHK) - 奈須美
- 超級上班族左江内氏 (2017年、日本電視台) - 左江內圓子
- 監獄公主（監獄のお姫さま） (2017年、TBS)  - 馬場加代
- 韋駄天～東京奧運故事～（いだてん〜東京オリムピック噺〜）（2019年、NHK） - 美津子
- First Love 初戀（First Love 初恋）（2022年、Netflix） - 野口幾波子
- 住宅區的兩人（日语：団地のふたり）（2024年、NHK） - 太田野枝

### NHK紅白歌合戰出場紀錄
| 年份/屆數                 | 出場次數 | 曲目      | 出演次序 | 對戰歌手     |
| ------------------------- | -------- | --------- | -------- | ------------ |
| 1984年（昭和59年）/第35回 | 初       |           | 10/20    | The Checkers |
| 1985年（昭和60年）/第36回 | 2        |           | 4/20     | The Checkers |
| 1986年（昭和61年）/第37回 | 3        |           | 3/20     | 三波春夫     |
| 1987年（昭和62年）/第38回 | 4        |           | 8/20     | 近藤真彥     |
| 1988年（昭和63年）/第39回 | 5        |           | 5/21     | The Checkers |
| 2013年（平成25年）/第64回 | 特別企畫 | [ 注 10 ] | -        | -            |

## 著作
- （與吉見佑子（日语：吉見佑子）共同著作、1988年、MAGAZINE HOUSE「Oliveの本」）
- （1997年、MAGAZINE HOUSE / 2009年、MAGAZINE HOUSE文庫）
- （與共同著作、2003年、SS通信（日语：角川・エス・エス・コミュニケーションズ））
- （2006年、寶島社 / 2007年、寶島社文庫（日语：宝島社文庫））
- （與大人女子實行委員會共同著作、2010年、寶島社）
- （2010年7月23日、Switch Publishing（日语：スイッチ・パブリッシング）「SWITCH LIBRARY」）ISBN 978-4884182946
- （2011年4月22日、角川Marketing（日语：角川マガジンズ））ISBN 978-4047318380
- （2015年10月23日、中央公論新社）ISBN 978-4120047794
- （2016年4月15日、Switch Publishing「SWITCH LIBRARY」）ISBN 978-4884184483 ※第33回講談社文章獎（日语：講談社エッセイ賞）獲獎[10]
- （2017年12月6日、寶島社文庫）ISBN 978-4-8002-7669-8

## 得獎紀錄

### 音樂
- 1982年：第15回新宿音樂祭（日语：新宿音楽祭） - 金獎（一個人街角）
- 1982年：第12回銀座音樂祭（日语：銀座音楽祭） - 金獎（一個人街角）
- 1982年：第9回FNS歌謠祭 - 優秀新人獎（一個人街角）
- 1982年：第13回日本歌謠大獎（日语：日本歌謡大賞） - 放送音樂新人獎（一個人街角）
- 1982年：第8回日本電視音樂祭（日语：日本テレビ音楽祭） - 新人獎・最優秀新人獎（素敵なラブリーボーイ）
- 1983年：第25回日本唱片大獎 - 金偶像獎（艶姿ナミダ娘）
- 1984年：第10回日本電視音樂祭 - 最佳偶像獎（大和撫子七變化）
- 1984年：第22回金箭獎（日语：ゴールデン・アロー賞） - 圖形獎（The Stardust Memory）
- 1985年：第27回日本唱片大獎 - 優秀專輯獎（Today's Girl）
- 1985年：第15回東京音樂祭（日语：東京音楽祭） - 外國審查員團獎（因為是偶像）
- 1987年：第20回日本唱片銷量大獎（日语：オリコン年間ランキング） - 單曲部門・銀獎
- 1991年：第33回日本唱片大獎 - 作詞獎（流行曲、搖滾樂部門）（和你相遇真好）
- 1991年：第33回日本唱片大獎 - 金唱片獎（和你相遇真好）
- 1995年：第9回日本金唱片大獎 - 歌謠曲・偶像部門（anytime）
- 2013年7-9月：第78回日劇學院賞 - 主題曲獎（潮聲的回憶）※電視劇《小海女》主題曲

### 演出
- 1988年：第43回每日電影獎 - 最佳女主角（快盜Ruby）
- 1988年：第3回高崎電影祭（日语：高崎映画祭） - 最佳女主角（快盜Ruby）
- 1988年：第10回橫濱電影節 - 最佳女主角（快盜Ruby）
- 1998年：第24回大阪電影節 - 最佳女配角（大捜査線 THE MOVIE）
- 2001年：第26回報知電影獎 - 最佳女主角（風花）
- 2001年：第25回日本電影學院獎 - 優秀主演女優獎（風花）
- 2001年：第25回日本電影學院獎 - 優秀助演女優獎（陰陽師）
- 2003年10-12月：第39回日劇學院賞 - 最佳女配角（曼哈頓愛情故事）
- 2004年：平成15年度（第54回）藝術選獎新人獎（日语：芸術選奨新人賞）・放送部門（センセイの鞄、曼哈頓愛情故事、西瓜）
- 2005年：第48回藍絲帶獎 - 最佳女主角（空中庭園）
- 2005年：第18回日刊體育電影大獎 - 最佳女主角（空中庭園）
- 2005年：第20回高崎電影祭 - 最佳女主角（空中庭園）
- 2005年：第15回日本電影專業大獎（日语：日本映画プロフェッショナル大賞） - 最佳女主角（空中庭園）
- 2008年：第82回電影旬報十佳獎 - 最佳女主角（咕咕也是貓、東京奏鳴曲）
- 2008年：第33回報知電影獎 - 最佳女主角（咕咕也是貓、東京奏鳴曲）
- 2008年：第32回山路文子電影獎 - 女演員獎（咕咕也是貓、東京奏鳴曲）
- 2009年：平成20年度（第59回）藝術選獎（日语：芸術選奨）文部科学大臣賞・電影部門（咕咕也是貓、東京奏鳴曲）
- 2011年：第66回每日電影獎 - 最佳女主角（每日媽媽）
- 2011年：第49回銀河賞・電視部門 - 個人賞（倒數第二次戀愛、贖罪）
- 2011年：第38回放送文化基金獎（日语：放送文化基金賞） - 演技賞（倒數第二次戀愛）
- 2013年：東京國際戲劇節2013 - 最佳女配角（小海女）[11]
- 2013年7-9月：第78回日劇學院賞 - 最佳女配角（小海女）[12]
- 2014年4-6月：第81回日劇學院賞 - 最佳女主角（續‧倒數第二次戀愛）
- 2015年：第50回紀伊國屋演劇獎（日语：紀伊國屋演劇賞） - 個人獎（草枕）
- 2015年：第23回讀賣演劇大獎（日语：読売演劇大賞） - 優秀女優獎（草枕）
- 2016年：第8回TAMA電影獎（日语：TAMA映画賞） - 最優秀女優賞（ふきげんな過去）

### 其他
- 2017年：第33回講談社文章獎（日语：講談社エッセイ賞）[10]

## 外部連結
- 官方網站（日語）
- JVC MUSIC的藝人官方網站（页面存档备份，存于）（日語）
- 官方博客（日語）